# Crocidura caspica
Crocidura caspica là một loài động vật có vú trong họ Chuột chù, bộ Soricomorpha. Loài này được Thomas mô tả năm 1907.